# 1938-as magyar teniszbajnokság
Az 1938-as magyar teniszbajnokság a negyvenedik magyar bajnokság volt. A bajnokságot május 16. és 23. között rendezték meg Budapesten, a BEAC Fehérvári úti pályáján.

## Eredmények
| Versenyszám  | Arany                                          | Arany | Ezüst                                      | Ezüst | Bronz                                                                                      | Bronz |
| ------------ | ---------------------------------------------- | ----- | ------------------------------------------ | ----- | ------------------------------------------------------------------------------------------ | ----- |
| Férfi egyéni | Szigeti Ottó Újpesti TE                        |       | Gábori Emil MAC                            |       | Pető Béla MACCsikós Mihály Újpesti TE                                                      |       |
| Női egyéni   | Somogyi Klára BEAC                             |       | dr. Paksy Józsefné BLKE                    |       | Sárkány Lili BBTEBaumgarten Magda Újpesti TE                                               |       |
| Férfi páros  | Szigeti Ottó, Aschner Kálmán Újpesti TE        |       | dr. Ferenczy Emil, Pető Béla MAFC, MAC     |       | Gábori Emil, dr. Dallos György MACAsbóth József, Csikós Mihály Szombathelyi SE, Újpesti TE |       |
| Női páros    | dr. Schréder Lászlóné, dr. Paksy Józsefné BLKE |       | Baumgarten Magda, Bárd Erzsébet Újpesti TE |       | Vargha Gyuláné, Botond Béláné MACSomogyi Klára, Szilvássy Edit BEAC                        |       |
| Vegyes páros | Szigeti Ottó, Bárd Erzsébet Újpesti TE         |       | Pető Béla, dr. Schréder Lászlóné MAC, BLKE |       | Stolpa József, dr. Paksy Józsefné BLKEFrigyessy Tibor, dr. Gallner Ferencné BSE            |       |